# Briefmarken-Jahrgang 1989 der Deutschen Bundespost
Der Briefmarken-Jahrgang 1989 der Deutschen Bundespost umfasste 35 Sondermarken. Die Dauermarkenserien Frauen der deutschen Geschichte und Sehenswürdigkeiten wurden in diesem Jahr jeweils mit sechs Marken fortgesetzt.
Alle seit dem 1. Januar 1969 ausgegebenen Briefmarken waren unbeschränkt frankaturgültig, es gab kein Ablaufdatum wie in den vorhergehenden Jahren mehr.
Durch die Einführung des Euro als europäische Gemeinschaftswährung zum 1. Januar 2002 wurde diese Regelung hinfällig.
Die Briefmarken dieses Jahrganges konnten allerdings bis zum 30. Juni 2002 genutzt werden. Ein Umtausch war noch bis zum 30. September in den Filialen der Deutschen Post möglich, danach bis zum 30. Juni 2003 zentral in der Niederlassung Philatelie der Deutschen Post AG in Frankfurt.

## Ausgaben und Motive
Legende
- Bild: Eine bearbeitete Abbildung der genannten Marke. Das Verhältnis der Größe der Briefmarken zueinander ist in diesem Artikel annähernd maßstabsgerecht dargestellt. Sollten keine Marken abgebildet sein, liegt es daran, dass das Urheberrecht des Künstlers noch nicht erloschen ist.
- Beschreibung: Eine Kurzbeschreibung des Motivs und/oder des Ausgabegrundes. Bei ausgegebenen Serien oder Blocks werden die zusammengehörigen Beschreibungen mit einer Markierung versehen eingerückt.
- Wert: Der Frankaturwert der einzelnen Marke in Pfennig. Ein „+“ bedeutet, dass es sich um eine Zuschlagsmarke handelt (= Frankaturwert + Spende).
- Ausgabedatum: Das Datum des erstmaligen Verkaufs dieser Briefmarke.
- Auflage: Soweit bekannt, wird hier die zum Verkauf angebotene Anzahl dieser Ausgabe angegeben.
- Entwurf: Soweit bekannt, wird hier angegeben, von wem der Entwurf dieser Marke stammt.
- Mi.-Nr.: Diese Briefmarke wird im Michel-Katalog unter der entsprechenden Nummer gelistet.

| Sondermarken | |                  |                       |               |                         |              |
| Bild         | Beschreibung | Werte in Pfennig | Ausgabe- datum (1989) | Auflage       | Entwurf                 | MiNr.        |
|              | 2000 Jahre Bonn Bonner Wappen, Schiff und bedeutende Bauwerke der Stadt | 80               | 12. Januar            | 31.000.000    | Peter Steiner           | 1402         |
|              | 100. Geburtstag von Willi Baumeister (1889–1955) Gemälde Bluxao I | 60               | 12. Januar            | 33.875.000    | Heribert Burkert        | 1403         |
|              | 30 Jahre Misereor und Brot für die Welt trockene, aufgeplatzte Erde | 80               | 12. Januar            | 32.000.000    | Corinna Rogger          | 1404         |
|              | Für den Sport verschiedene Anlässe - Tischtennis, anlässlich der Tischtennisweltmeisterschaft 1989 in Dortmund                                                                            | 100+50           | 9. Februar            | 4.116.000     | Hans Peter Hoch         | 1408         |
|              | - Kunstturnen, anlässlich der Turn-Weltmeisterschaften 1989 in Stuttgart | 140+60           | 9. Februar            | 3.613.000     | Hans Peter Hoch         | 1409         |
|              | 100. Geburtstag von Gerhard Marcks (1889–1981) Holzschnitt „Katzen im Dachboden“ | 60               | 9. Februar            | 31.600.000    | Günter Jacki            | 1410         |
|              | Für die Jugend, Zirkus - Elefantengruppe | 60+30            | 20. April             | 3.657.000     | Ernst Kößlinger         | 1411         |
|              | - Ballerina auf einem Pferd | 70+30            | 20. April             | 3.546.000     | Ernst Kößlinger         | 1412         |
|              | - Clown | 80+35            | 20. April             | 3.527.000     | Ernst Kößlinger         | 1413         |
|              | - Zirkuszelt | 100+50           | 20. April             | 3.690.000     | Ernst Kößlinger         | 1414         |
|              | Weltausstellung für philatelistische Literatur IPHLA in Frankfurt am Main vereinfachte Buchdarstellung mit alten Briefmarken und der Alten Oper Frankfurt als Titel, daneben ein Posthorn | 100+50           | 20. April             | 3.780.000     | Antonia Graschberger    | 1415         |
|              | Die dritten Direktwahlen zum Europäischen Parlament Europafahne und die Staatsflaggen der Mitglieder der EG                                                                               | 100              | 20. April             | 32.800.000    | Bruno K. Wiese          | 1416         |
|              | Europamarken, Kinderspiele - Drachensteigen | 60               | 5. Mai                | 76.270.000    | Erna de Vries           | 1417         |
|              | - Puppentheater | 100              | 5. Mai                | 79.280.000    | Erna de Vries           | 1418         |
|              | 800 Jahre Hamburger Hafen | 60               | 5. Mai                | 35.000.000    | H. P. Seiter            | 1419         |
|              | 250. Todestag von Cosmas Damian Asam (1686–1739) Detail aus dem Kuppelfresko im Kloster Weltenburg von Egid Quirin Asam                                                                   | 60               | 5. Mai                | 31.100.000    | Ernst Kößlinger         | 1420         |
|              | 40 Jahre Bundesrepublik Deutschland Bundesadler, Schwarz-Rot-Gold und die Unterschriften der bisherigen Bundespräsidenten                                                                 | 100              | 5. Mai                | 40.600.000    | Ernst Jünger            | 1421         |
|              | 40 Jahre Europarat | 100              | 5. Mai                | 31.000.000    | Margit Zauner           | 1422         |
|              | 200. Geburtstag von Franz Xaver Gabelsberger (1789–1849) | 100              | 5. Mai                | 30.000.000    | Bruno K. Wiese          | 1423         |
|              | 1300 Jahre Mission und Martyrium der Frankenapostel Kilian, Kolonat und Totnan Gemeinschaftsausgabe mit Irland                                                                            | 100              | 15. Juni              | 30.200.000    | Paul Effert             | 1424         |
|              | 200. Geburtstag von Friedrich Silcher (1789–1860) | 80               | 15. Juni              | 19.500.000    | Rolf Meyn               | 1425         |
|              | 100 Jahre Gesetzliche Rentenversicherung | 100              | 15. Juni              | 30.000.000    | Erwin Poell             | 1426         |
|              | 200. Geburtstag von Friedrich List (1789–1846) Porträt von List vor einem Eisenbahnzug | 170              | 13. Juli              | 20.000.000    | Dieter von Andrian      | 1429         |
|              | 100 Jahre Künstlerdorf Worpswede Heinrich Vogeler, Gemälde Der Sommerabend | 60               | 13. Juli              | 32.000.000    | Sibylle und Fritz Haase | 1430         |
|              | 50. Todestag von Paul Schneider (1897–1939) | 100              | 13. Juli              | 30.000.000    | Günter Jacki            | 1431         |
|              | 750 Jahre Frankfurter Dom | 60               | 10. August            | 32.320.000    | Ernst Kößlinger         | 1434         |
|              | Kinder gehören dazu Kinder, die ein Haus bauen | 100              | 10. August            | 30.000.000    | Lilo Fromm              | 1435         |
|              | 100 Jahre IG Bergbau und Energie Ammonit und Bergbau-Symbol | 100              | 10. August            | 34.900.000    | Ernst Poell             | 1436         |
|              | Wohlfahrtsmarken 1989: Postbeförderung im Laufe der Jahrhunderte - Thurn und Taxis, Postreiter 18. Jahrhundert                                                                            | 60+30            | 12. Oktober           | 13.984.100    | Peter Steiner           | 1437         |
|              | - Hamburgische Fußpost, Bote um 1808 | 80+35            | 12. Oktober           | 8.415.300     | Peter Steiner           | 1438         |
|              | - Bayern, Postbus um 1900 | 100+50           | 12. Oktober           | 19.155.100    | Peter Steiner           | 1439         |
|              | 100. Geburtstag von Reinhold Maier (1889–1971) | 100              | 12. Oktober           | 30.000.000    | Gerd Aretz              | 1440         |
|              | 300 Jahre Arp-Schnitger-Orgel St. Jacobi in Hamburg Orgel in der Kirche St. Jacobi in Hamburg                                                                                             | 60               | 16. November          | 35.800.000    | Peter Steiner           | 1441         |
|              | Weihnachtsmarke 1989, Details aus dem Englischen Gruß in der St.-Lorenz-Kirche, Nürnberg, von Veit Stoß - Engel                                                                           | 60+30            | 16. November          | 7.233.800     | Herbert Stelzer         | 1442         |
|              | - Geburt Christi | 100+50           | 16. November          | 9.236.300     | Herbert Stelzer         | 1443         |
| Dauermarken  | |                  |                       |               |                         |              |
| Bild         | Beschreibung | Werte in Pfennig | Ausgabe- datum (1989) | Auflage       | Entwurf                 | MiNr. Berlin |
|              | Dauermarkenserie: Sehenswürdigkeiten - Büste der Nofretete | 20               | 12. Januar            | 686.905.000   | Sibylle und Fritz Haase | 1398 831     |
|              | - Schleswiger Dom | 33               | 12. Januar            | 621.700.000   | Sibylle und Fritz Haase | 1399 -       |
|              | - Bremer Roland | 38               | 12. Januar            | 151.700.000   | Sibylle und Fritz Haase | 1400 -       |
|              | - Bronzekanne Fürstinnengrab Reinheim | 140              | 12. Januar            | 210.400.000   | Sibylle und Fritz Haase | 1401 832     |
|              | - Gnadenkapelle (Altötting) | 100              | 9. Februar            | 3.870.329.000 | Sibylle und Fritz Haase | 1406 834     |
|              | - Externsteine Horn-Bad Meinberg | 350              | 9. Februar            | 255.740.000   | Sibylle und Fritz Haase | 1407 835     |
|              | Dauermarkenserie: Frauen der deutschen Geschichte - Alice Salomon | 500              | 12. Januar            | 105.970.000   | Gerd Aretz              | 1397 830     |
|              | - Emma Ihrer | 5                | 5. Mai                | 214.170.000   | Gerd Aretz              | 1405 833     |
|              | - Lotte Lehmann | 180              | 13. Juli              | 72.054.000    | Gerd Aretz              | 1427 844     |
|              | - Luise von Mecklenburg-Strelitz | 250              | 13. Juli              | 49.154.000    | Gerd Aretz              | 1428 845     |
|              | - Cécile Vogt | 140              | 10. August            | 87.760.000    | Gerd Aretz              | 1432 848     |
|              | - Fanny Hensel | 300              | 10. August            | 742.190.000   | Gerd Aretz              | 1433 849     |